# Mike Wilson
Michael Wilson – detto Mike – (Porirua, 25 novembre 1980) è un ex calciatore neozelandese, di ruolo difensore.